# Platypalpus xanthochiton
Platypalpus xanthochiton är en tvåvingeart som beskrevs av Axel Leonard Melander 1927. Platypalpus xanthochiton ingår i släktet Platypalpus och familjen puckeldansflugor.
Artens utbredningsområde är Washington. Inga underarter finns listade i Catalogue of Life.